# Taejongdae

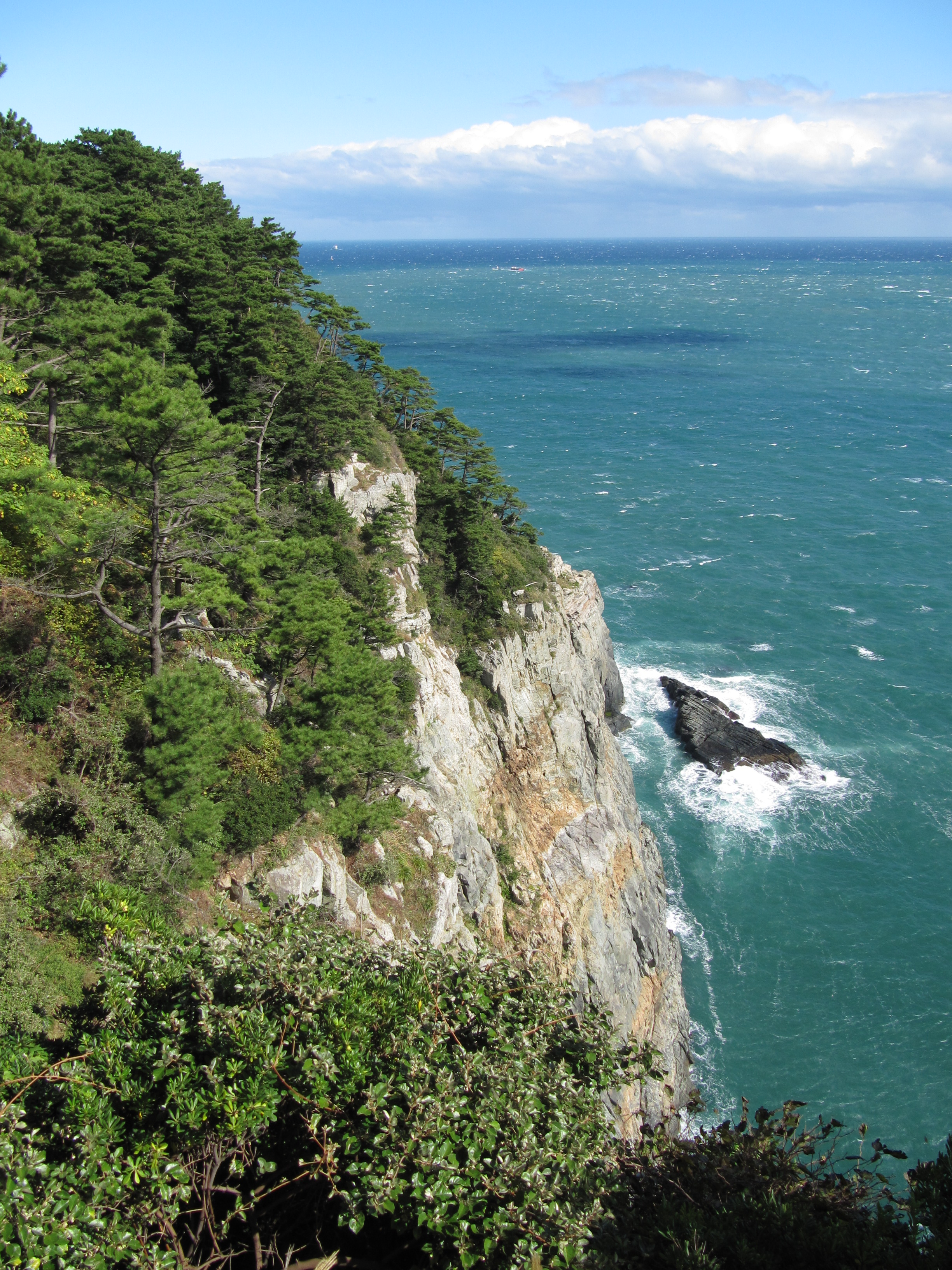
Falaise à Taejongdae

Taejongdae (태종대, nom en coréen) est un parc naturel de la ville de Busan, en Corée du Sud. Situé à l'extrémité sud-est de l'île Yeongdo-gu, le site présente de magnifiques falaises. Il s'agit d'un endroit touristique à Busan, et il y a donc de nombreux visiteurs. On y trouve également un parc d'attractions, un phare, un observatoire et un terminal de bateaux de croisière. Taejongdae est désigné comme étant le 28ème endroit à voir à Busan. 
Taejongdae étant situé à l'extrémité d'une île, il est possible d'y accéder par différentes lignes de bus, depuis le centre-ville de Busan.  

## Galerie

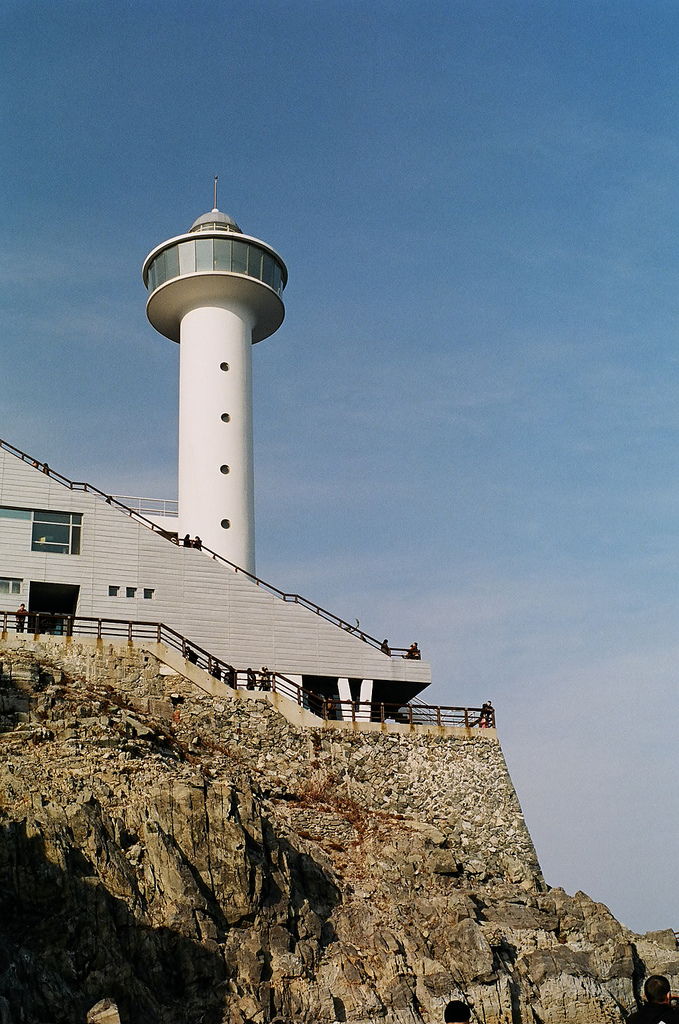
Phare de Taejongdae
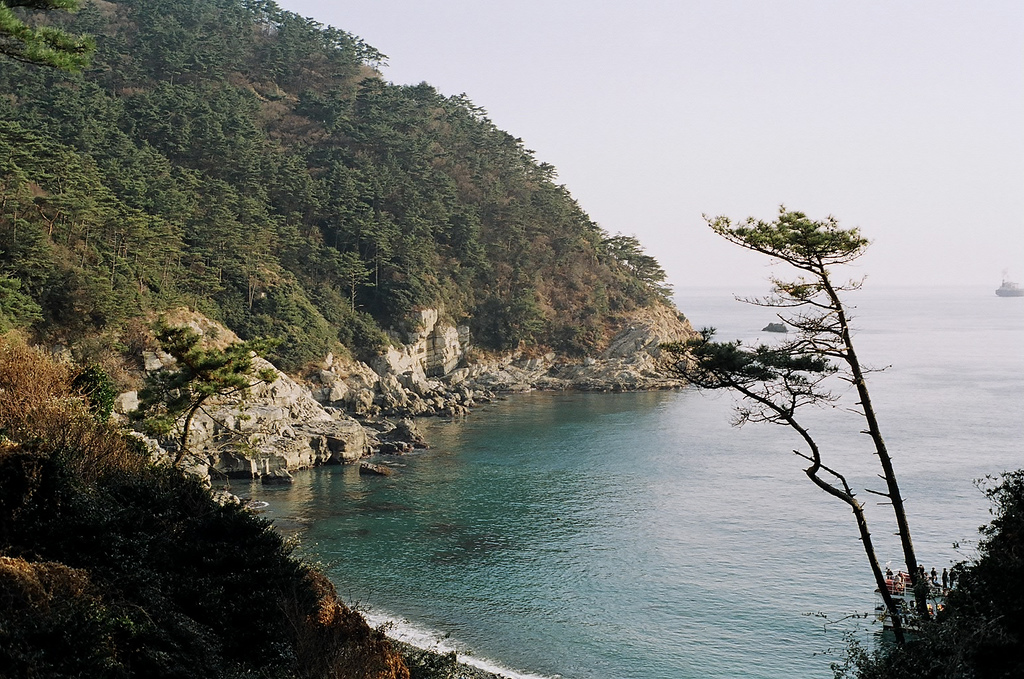
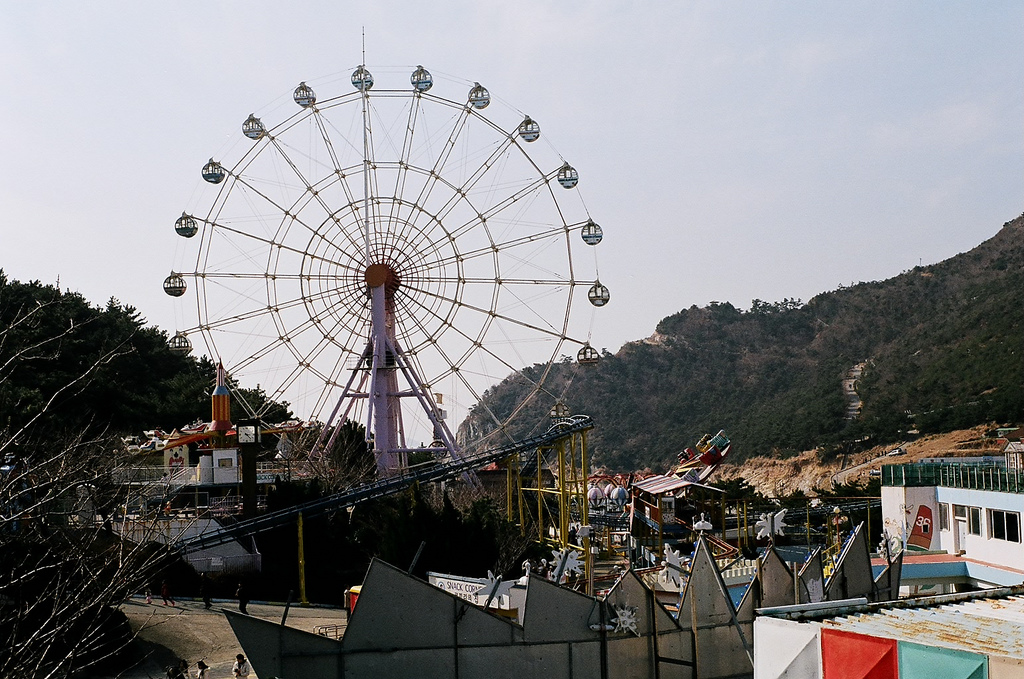
Parc d'attractions dans le parc naturel de Taejongdae
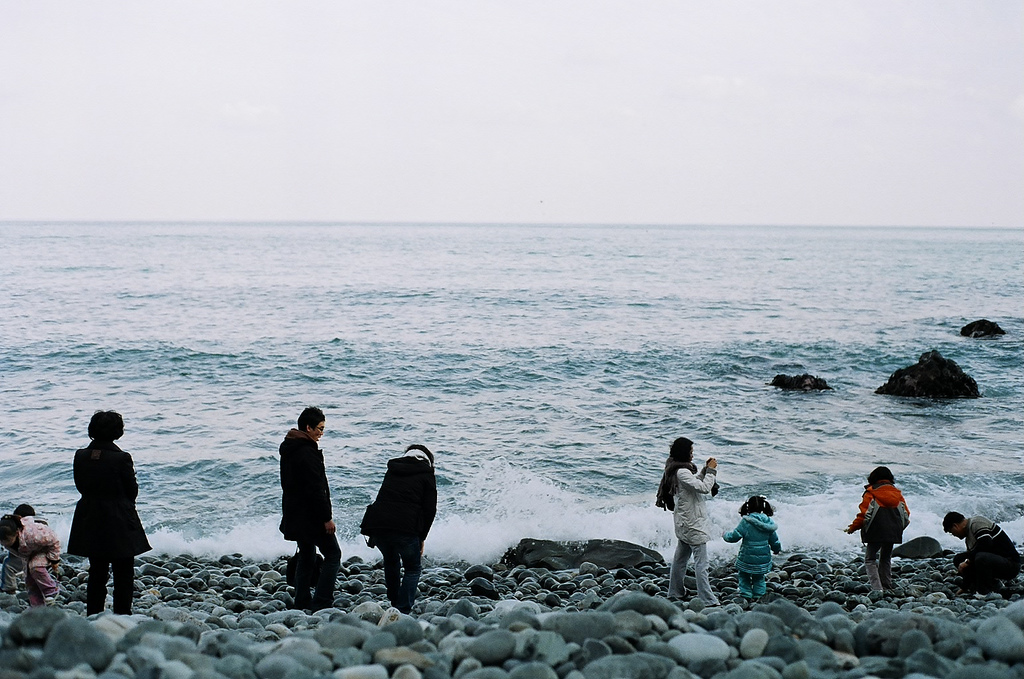